# Мухаммад Айтимур
Мухаммад Айтимур (помер у серпні чи вересні 1346) — правитель Себзевара з династії Сербедарів. Був повалений та страчений в результаті перевороту.